# مجلس النواب البحريني 2014
مجلس النواب البحريني 2014 (الفصل التشريعي الرابع) من 14 ديسمبر 2014 حتى 12 ديسمبر 2018 , أجريت انتخابات المجلس على جولتين الجولى الأولى في يوم السبت 22 نوفمبر 2014، وجولة الأعادة في يوم السبت 29 نوفمبر 2014 في الدوائر الأنتخابية التي يحسم فيها الفائزين لعدم تحقق الأغلبية المطلقة للأصوات , وشهد المجلس تغيراً في الرئاسة للمرة الأولى حيث لم يترشح لانتخابات المجلس رئيس مجلس النواب السابق خليفة أحمد الظهراني الذي ترأس المجلس لثلاثة فصول تشريعية متتالية منذ أول مجلس سنة 2002 وأنتخب المجلس في جلسته الأولى التي عقدت يوم الأحد 14 ديسمبر 2014 المستشار أحمد إبراهيم الملا رئيساً للمجلس وعلي عبدالله العرادي نائباً أول للرئيس والشيخ عبدالحليم عبدالله مراد نائباً ثانياً للرئيس

## انتخابات مجلس النواب
أجريت أنتخابات المجلس على جولتين:
الجولة الأولى في يوم السبت 22 نوفمبر 2014 وأعلن في مساء نفس اليوم بعد أغلاق صناديق الأقتراع وفرز الأصوات نتائج هذه الجولة حيث فاز 5 مرشحين في هذه الجولة بعضوية المجلس ولم يتم حسم الفائزين في بقية الدوائر الأنتخابية بسبب عدم حصول أي مرشح على الأغلبية المطلقة للأصوات وتقارب الأصوات بين أصحاب المركز الأول والثاني
الجولة الثانية أو جولة الأعادة في يوم السبت 29 نوفمبر 2014 وأجريت بين المرشحين الحاصلين على المركز الأول والثاني الذين حصلوا أصوات متقاربة في الجولة الأولى ، وفي مساء يوم السبت 29 نوفمبر 2014 وبعد أغلاق صناديق الأقتراع وفرز الأصوات تم الأعلان نتائج الفائزين في هذه الجولة.

## أعضاء مجلس النواب
| الأسم                       | الدائرة الأنتخابية | المحافظة | الجمعية السياسية             |
| --------------------------- | ------------------ | -------- | ---------------------------- |
| عادل العسومي                | الأولى             | العاصمة  |                              |
| أحمد قراطة                  | الثانية            | العاصمة  |                              |
| عادل حميد                   | الثالثة            | العاصمة  |                              |
| عبدالرحمان بومجيد           | الرابعة            | العاصمة  |                              |
| ناصر القصير                 | الخامسة            | العاصمة  |                              |
| علي العطيش                  | السادسة            | العاصمة  |                              |
| أسامة الخاجة                | السابعة            | العاصمة  |                              |
| الشيخ الدكتور مجيد العصفور  | الثامنة            | العاصمة  |                              |
| محمد جعفر                   | التاسعة            | العاصمة  |                              |
| نبيل البلوشي                | العاشرة            | العاصمة  |                              |
| الدكتور علي بوفرسن          | الأولى             | المحرق   |                              |
| أبراهيم الحمادي             | الثانية            | المحرق   |                              |
| جمال بوحسن                  | الثالثة            | المحرق   |                              |
| عيسى الكوهجي                | الرابعة            | المحرق   |                              |
| محمد الجودر                 | الخامسة            | المحرق   |                              |
| عباس الماضي                 | السادسة            | المحرق   |                              |
| علي المقلة                  | السابعة            | المحرق   |                              |
| الدكتور عبدالرحمان بوعلي    | الثامنة            | المحرق   |                              |
| فاطمة العصفور               | الأولى             | الشمالية |                              |
| جلال كاظم                   | الثانية            | الشمالية |                              |
| حمد الدوسري                 | الثالثة            | الشمالية |                              |
| غازي آل رحمة                | الرابعة            | الشمالية |                              |
| علي العرادي                 | الخامسة            | الشمالية |                              |
| رؤى الحايكي                 | السادسة            | الشمالية |                              |
| الشيخ ماجد الماجد           | السابعة            | الشمالية |                              |
| عيسى تركي                   | الثامنة            | الشمالية |                              |
| عبدالحميد عبدالحسين         | التاسعة            | الشمالية |                              |
| محمد العمادي                | العاشرة            | الشمالية | جمعية المنبر الوطني الأسلامي |
| جمال داوود                  | الحادي عشر         | الشمالية |                              |
| جميلة السماك                | الثاني عشر         | الشمالية |                              |
| خالد الشاعر                 | الأولى             | الجنوبية |                              |
| محمد الأحمد                 | الثانية            | الجنوبية |                              |
| الشيخ عبدالحليم مراد        | الثالثة            | الجنوبية | جمعية الأصالة الأسلامية      |
| محمد المعرفي                | الرابعة            | الجنوبية |                              |
| خليفة الغانم                | الخامسة            | الجنوبية |                              |
| أنس بوهندي                  | السادسة            | الجنوبية |                              |
| عبدالله حويل المري          | السابعة            | الجنوبية |                              |
| ذياب النعيمي                | الثامنة            | الجنوبية |                              |
| محسن البكري                 | التاسعة            | الجنوبية |                              |
| المستشار أحمد إبراهيم الملا | العاشرة            | الجنوبية |                              |

## الجلسة الأولى
عقد مجلس النواب الجلسة الأولى في يوم الأحد 14 ديسمبر 2014 وذالك بعد أن تفضل صاحب الجلالة الملك حمد بن عيسى آل خليفة ملك البحرين عصر نفس اليوم بأفتتاح دور الأنعقاد الأول من الفصل التشريعي الرابع لمجلسي الشورى والنواب ، وترأس الجلسة في البداية الدكتور عبدالرحمان بوعلي بصفته أكبر أعضاء المجلس سناً.
وشهدت الجلسة تلاوة الأمر الملكي بشأن دعوة مجلسي النواب والشورى للأنعقاد والأمر الملكي بتعين الأمير خليفة بن سلمان آل خليفة رئيساً لمجلس الوزراء وتكليفه بترشيح أعضاء الحكومة والمرسوم الملكي بشأن تشكيل الحكومة.
وبعدها أدى أعضاء المجلس اليمين الدستورية.
وبعدها تم إجراء أنتخابات رئاسة المجلس حيث ترشح للمنصب المستشار أحمد إبراهيم الملا وعبدالله علي حويل وفاز المستشار أحمد الملا برئاسة المجلس بعد حصوله على 27 صوت مقابل 13 صوت لعبدالله حويل.
وبعدها تم إجراء أنتخابات منصب النائب الأول للرئيس حيث جرت الأنتخابات بين علي العرادي وعلي حسن العطيش وفاز علي العرادي بالمنصب بعد حصوله على 22 صوت مقابل 18 صوت لعلي العطيش.
وبعدها تم إجراء أنتخابات منصب النائب الثاني للرئيس حيث ترشح للمنصب الشيخ عبدالحليم مراد وعادل عبدالرحمن العسومي وفاز الشيخ عبدالحليم مراد بالمنصب بعد حصوله على 22 صوت مقابل 18 صوت لعادل العسومي.

## أدوار الانعقاد

### قائمة أدوار انعقاد مجلس النواب البحريني 2014
| دور الانعقاد               | بداية الفترة   | نهاية الفترة   |
| -------------------------- | -------------- | -------------- |
| دور الانعقاد العادي الأول  | 14 ديسمبر 2014 | 7 يوليو 2015   |
| دور الانعقاد العادي الثاني | 11 أكتوبر 2015 | 1 يونيو 2016   |
| دور الانعقاد العادي الثالث | 16 أكتوبر 2016 | 20 يوليو 2017  |
| دور الانعقاد العادي الرابع | 8 أكتوبر 2017  | 1 يوليو 2018   |
| دور الانعقاد الغير العادي  | 7 أكتوبر 2018  | 15 أكتوبر 2018 |